# Nouvelles annales des voyages
Les Nouvelles annales des voyages, de la géographie et de l'histoire est une revue mensuelle de géographie fondée en 1807 par Conrad Malte-Brun et Jean Baptiste Benoît Eyriès.

## Histoire
Les Annales des voyages puis en 1819 les Nouvelles annales des voyages, sous titrée Recueil des relations originales inédites, communiquées par des voyageurs français et étrangers ; des voyages nouveaux, traduits de toutes les langues européennes ; et des mémoires historiques sur l'origine, la langue, les mœurs et les arts des peuples, ainsi que sur les productions et le commerce des pays peu ou mal connus : accompagnées d'un bulletin où l'on annonce toutes les découvertes, recherches et entreprises qui tendent à accélérer les progrès des sciences historiques, spécialement de la géographie., ont été publiées jusqu'en 1865.
En 1866, la revue devient les Annales des voyages, de la géographie, de l'histoire et de l'archéologie qui cesseront de paraître en 1870.
Y furent éditées les principales explorations du XIXe siècle. 

## Directeurs de la publication
Un binôme dirigeait en général la revue :
- 1819-1826 : Conrad Malte-Brun
- 1819-1839 : Jean Baptiste Benoît Eyriès
- 1826-1839 : Philippe de La Renaudière
- 1827-1835 : Julius von Klaproth
- 1836-1839 : Alexander von Humboldt
- 1836-1839 : Auguste de Saint-Hilaire
- 1836-1839 : Charles Athanase Walckenaer
- 1837-1839 : Adolphe Dureau de la Malle
- 1839-1845 : Henri Ternaux-Compans[1]
- 1845-1854 : Louis Vivien de Saint-Martin
- 1855-1865 : Victor Adolphe Malte-Brun.